# جلسات الصلاة

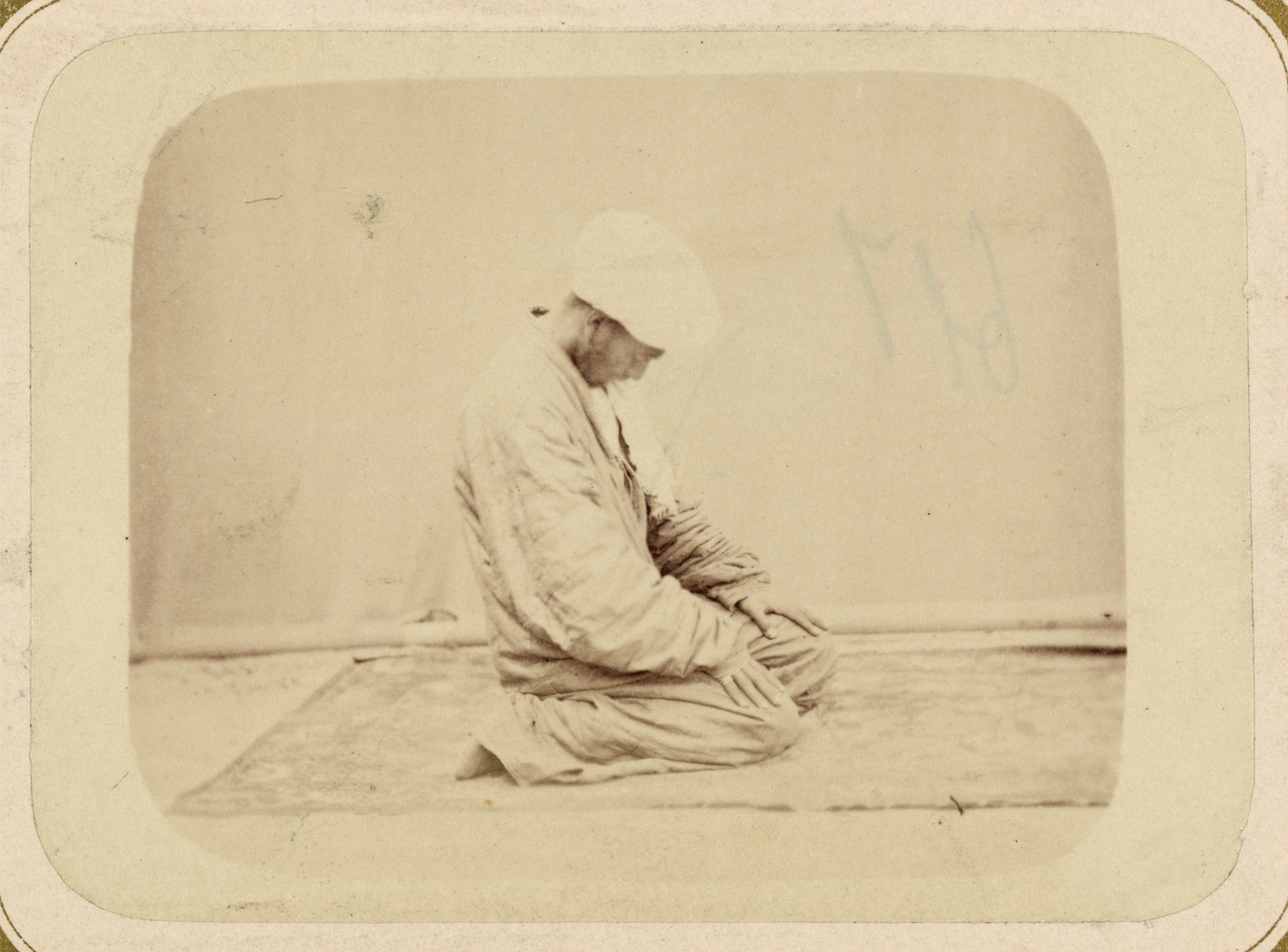
جلوس المصلي بعد السجدة

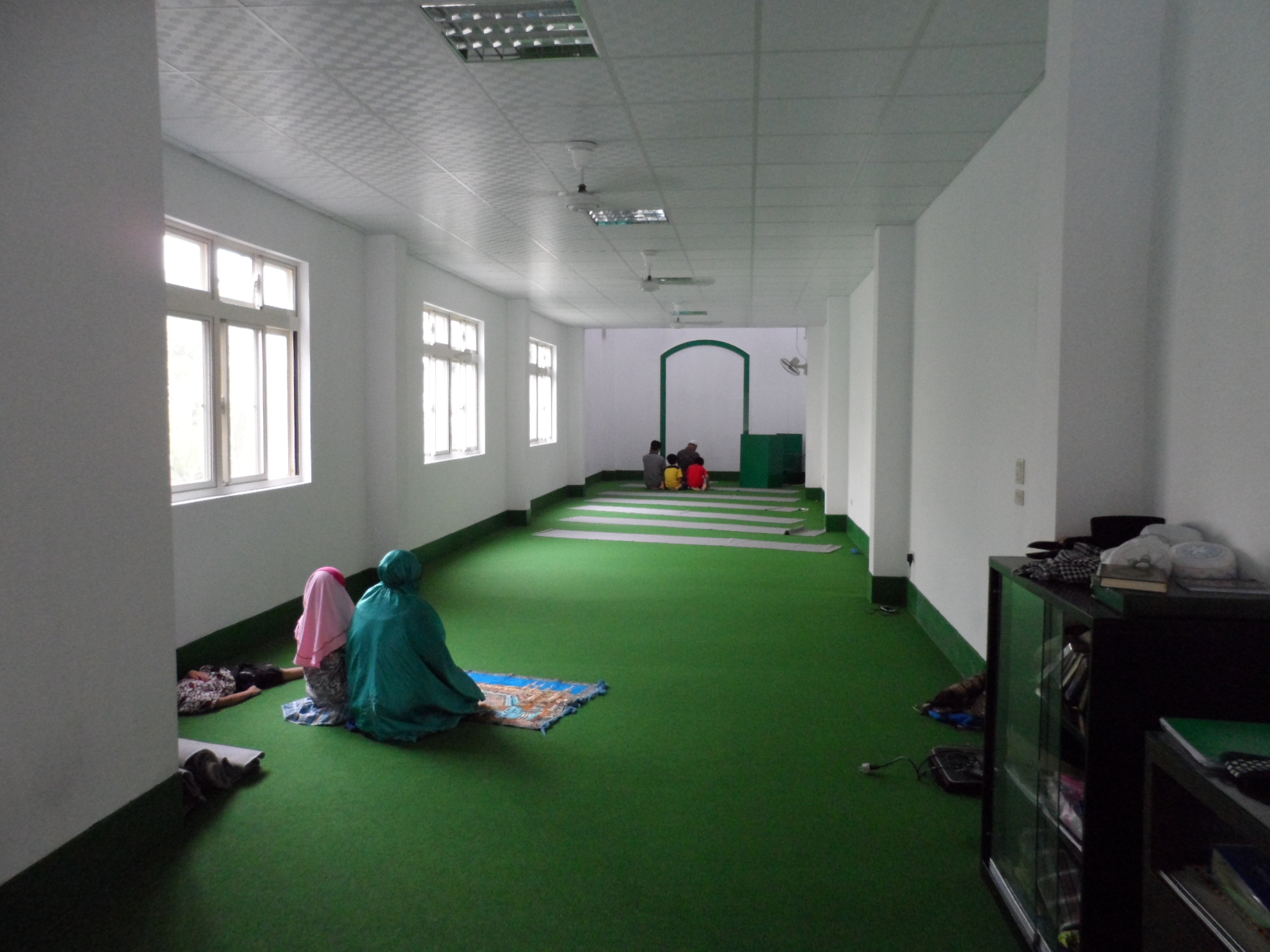
مسجد التقوى - قاعة الصلاة

وهو جلوس المصلي بعد السجدة الأولى مع استقامة ظهره ثم يسجد السجدة الثانية وهو أن يجلس المصلي على الأرض عند التشهد قال رسول الله ﷺ (صلوا كما رأيتموني أصلي).حدَّثنا أبو بكر بن أبي شَيْبة، ثَنا يَزيد بن هارون، عن حسين المعلم، عن بديل، عن أبي الجوزاء، عن عائشةَ قالت: "كان رسولُ الله ﷺ إذا رفَع رأسه مِن الرُّكوع لم يسجدْ حتى يستوي قائمًا، وإذا سجَد فرفع رأسه، لم يسجدْ حتى يستوي جالسًا، وكان يفترش رِجلَه اليُسرى".
الجُلُوسُ لُغةً: من [ ج ل س ]. (مصدر جَلَسَ). جالس - ج، جلوس وجلاس:- جالس: قاعد.

## الجلوس بين السجدتين ركن من أركان الصلاة
يعتبر الجلوس بين السجدتين ركن من أركان الصلاة ولا تصح الصلاة إلا به لقوله ﷺ كما في حديث أبي هريرة رضي الله عنه ثم ارفع «يعني من السجود» حتى تطمئن جالساً (فهذا دليل على أنه لابد منه أي الجلوس بين السجدتين.)
- حديث أبي مسعود الأنصاري أن ﷺ قال:«ولا تجزيء صلاة لا يقيم الرجل صلبه في الركوع والسجود»(رواه الإمام أحمد، وأبو داود، والترمذي، وابن ماجه، وصححه الترمذي).[5]

## أدلة الجلوس بين السجدتين
- فعن عائشة رضي الله عنها أن ﷺ كان يفرش رجله اليسرى وينصب اليمنى رواه البخاري ومسلم.
- وعن ابن عمر: من سنة الصلاة أن ينصب القدم اليمنى واستقباله بأصابعها القبلة، والجلوس على اليسرى، رواه النسائي.[6]
- وقال نافع: كان ابن عمر إذا صلى استقبل القبلة بكل شيء حتى بنعليه، رواه الاثرم.
- وفي حديث أبي حميد في صفة صلاة رسول الله ﷺ:«ثم ثنى رجله اليسرى وقعد عليها، ثم اعتدل حتى رجع كل عظم موضعه، ثم هوى ساجدا.» رواه أحمد وأبو داود والترمذي وصححه.
- قال أبو عبيدة: هذا قول أهل الحديث. فعن أبي الزبير أنه سمع طاووسا يقول: قلنا لابن عباس في الإقعاء على القدمين.

فقال: هي السنة، قال: فقلنا: إنا لنراه جفاء بالرجل. فقال: هي سنة نبيك ﷺ. رواه مسلم.
- وعن ابن عمر رضي الله عنهما: أنه كان إذا رفع رأسه من السجدة الأولى يقعد على أطراف أصابعه، ويقول: إنه من السنة.
- وعن طاووس قال: رأيت العبادلة يعني عبد الله بن عباس وعبد الله بن عمر وعبد الله بن الزبير يقعون رواهما البيهقي: قال الحافظ: صحيحة الإسناد.
- فعن أبي هريرة قال: «نهاني النبي ﷺ عن ثلاثة: عن نقرة كنقرة الديك، وإقعاء كاقعاء الكلب، والتفات كالتفات الثعلب»، رواه أحمد والبيهقي والطبراني وأبو يعلى. وسنده حسن، ويستحب للجالس بين السجدتين أن يضع يده اليمنى على فخذه اليمنى ويده اليسرى على فخذه اليسرى، بحيث تكون الاصابع مبسوطة موجهة جهة القبلة، مفرجة قليلا، منتهية إلى الركبتين.[1][6]

## أقسام الجلوس
- أ- جلوس مجزئ:

وهو أن يجلس متربعاً أو مقعياً، والإقعاء: أن ينصب قدميه ويجلس عليها، وفي مكروهات الصلاة ذكروا أن الإقعاء في الصلاة مكروهاً، وفسروا الإقعاء بعدة تفسيرات، منها أن ينصب قدميه ويجلس عليها.
- ب- جلوس مستحب:

وهو الافتراش، وهو من مسنونات الصلاة.

## صفة الجلوس بين السجدتين
السنة في الجلوس بين السجدتين، أن يجلس مفترشا. وهو أن يثني رجله اليسرى فيبسطها ويجلس عليها، وينصب رجله اليمنى، جاعلا أطراف أصابعها إلى القبلة. وذلك في التشهد الأول، أما التشهد الأخير، فالسنة فيه التورك؛ وهو أن يدخل قدمه اليسرى تحت ساقه اليمنى، ويجلس على مقعدته، وهذا كله مستحب، ولو تورك المصلي في التشهد الأول وافترش في التشهد الأخير لم تبطل صلاته.

## وضع اليدين عند الجلوس بين السجدتين
قد دلت السنة على أن وضعهما بين السجدتين كوضعها في التشهدين، وأن المصلي يرفع أصبعه يدعو بها، ففي صحيح مسلم (1/408-409) عن عبد الله بن عمر بن الخطاب رضي الله عنهما قال: (كان [يعني النبي ﷺ] إذا جلس في الصلاة وضع كفه اليمنى على فخذه اليمنى، وقبض أصابعه كلها وأشار بأصبعه التي تلي الإبهام، ووضع كفه اليسرى على فخذه اليسرى). وفي رواية له: (أن النبي ﷺ كان إذا جلس في الصلاة وضع يديه على ركبتيه، ورفع إصبعه اليمنى التي تلي الإبهام فدعا بها، ويده اليسرى على ركبته اليسرى باسطها عليها)، فقوله: (إذا قعد في الصلاة) عام أو مطلق يتناول كل قعود حتى ما بين السجدتين، ويدل على ذلك ما رواه الإمام أحمد في المسند 4/317.

## إطالة الجلوس بين السجدتين
من السنن التي هجرها كثيراً من المسلمين إطالة الجلوس بين السجدتين بل ربما الكثير منهم لا يعلم عنها شيئاً، فتجد كثيراً من المصلين يدخل في الصلاة فلا يتم قيامها ولا ركوعها ولا سجودها بل ينقرها نقر الغراب وهو مشغول القلب فيها فلا يدري كم صلى، ولذلك فهذه السنة مهجورة عند الكثير من الناس اليوم. فتطويل الجلسة بين السجدتين بالذكر، وكذا تطويل الاعتدال بعد الركوع بالذكر منعه كثير من الشافعية وذهبوا إلى أن هذه الأركان أركان قصيرة يبطل تعمد تطويلها الصلاة، ورجح النووي وهو من كبار محققي الشافعية كما هو معلوم جواز تطويل هذه الأركان بالذكر، وأن تعمد ذلك لا تبطل به الصلاة، وما رجحه النووي رحمه الله هو الموافق للدليل.
- فعن ثابت عن أنس رضي الله عنه قال: إني لا آلو أن أصلى بكم كما رأيت رسول الله ﷺ يصلى بنا. قال: فكان أنس يصنع شيئا لا أراكم تصنعونه، كان إذا رفع رأسه من الركوع انتصب قائماً، حتى يقول القائل: قد نسى، وإذا رفع رأسه من السجدة مكث، حتى يقول القائل: قد نسى.أخرجه مسلم في صحيحه.
- وعن أنس رضي الله عنه قال: ما صليت خلف أحد أوجز صلاة من صلاة رسول الله ﷺ في تمام، كانت صلاة رسول الله ﷺ متقاربة، وكانت صلاة أبى بكر متقاربة، فلما كان عمر بن الخطاب مد في صلاة الفجر، وكان رسول الله ﷺ إذا قال: «سمع الله لمن حمده». قام حتى نقول قد أوهم. ثم يسجد، ويقعد بين السجدتين حتى نقول قد أوهم. متفق عليه.
- قال ابن القيم في زاد المعاد 1/230 : " وكان هديه ﷺ إطالة هذا الركن بقدر السجود وهكذا الثابت عنه في جميع الأحاديث وفي " الصحيح " عن أنس رضي الله عنه كان رسول الله ﷺ يقعد بين السجدتين حتى نقول قد أوهم وهذه السنة تركها أكثر الناس من بعد انقراض عصر الصحابة ولهذا قال ثابت وكان أنس يصنع شيئا لا أراكم تصنعونه يمكث بين السجدتين حتى نقول قد نسي أو قد أوهم. وأما من حكم السنة ولم يلتفت إلى ما خالفها فإنه لا يعبأ بما خالف هذا الهدي ".[11]

## دعاء الجلوس بين السجدتين
إذا فرغ الإنسان من التكبير واستوى جالساً، فالسنّة أن يدعو:
(رب اغفر لي رب اغفر لي اللهم اغفر لي وارحمني واهدني واجبرني وعافني وارزقني وارفعني) كما كان الرسول ﷺ يقوله، لثبوت ذلك عنه ﷺ، وإذا قال زيادة فلا بأس كأن يقول: اللهم اغفر لي ولوالدي اللهم أدخلني الجنة وأنجني من النار اللهم أصلح قلبي وعملي ونحو ذلك، ولكن يكثر من الدعاء بالمغفرة فيما بين السجدتين كما ورد عن ﷺ.
- عن حذيفة رضي اللّه عنه في حديثه المتقدم في صلاة النبي ﷺ في الليل، وقيامه الطويل بالبقرة والنساء وآل عمران، وركوعه نحو قيامه، وسجوده نحو ذلك، قال: وكان يقول بين السجدتين: «رَبّ اغْفِرْ لي، رَبّ اغْفِرْ لي»، وجلس بقدر سجوده.[12]
- عن ابن عباس في حديث مبيته عند خالته ميمونة رضي اللّه عنها، وصلاة النبيّ ﷺ في الليل فذكره قال: وكان إذا رفع رأسه من السجدة قال: «رَبّ اغْفِرْ لي وارْحَمْنِي واجْبُرْنِي وَارْفَعْنِي وَارْزُقْنِي وَاهْدِني» وفي رواية أبي داود «وَعَافِني» وإسناد حسن، واللّه أعلم.[6][13]

## وصلات خارجية
- موقع الصلاة
- شبكة فقه الصلاة نسخة محفوظة 14 يناير 2015 على موقع واي باك مشين.
- الشرح الفقهي المصور - صفة الصلاة
- مواقيت الصلاة - prayer times